# بیلی رایمر
بیلی رایمر (انگلیسی: Billy Rymer؛ زادهٔ ۱۰ دسامبر ۱۹۸۴) موسیقی‌دان اهل ایالات متحده آمریکا است. وی از سال ۲۰۰۹ میلادی تاکنون مشغول فعالیت بوده است.